# Dysdera halkidikii
Dysdera halkidikii là một loài nhện trong họ Dysderidae.
Loài này thuộc chi Dysdera. Dysdera halkidikii được Christa Deeleman-Reinhold miêu tả năm 1988.